# Habitatge al carrer Tinent del Rei, 2
L'Habitatge al carrer Tinent del Rei, 2 és una obra de Vinyols i els Arcs (Baix Camp) protegida com a Bé Cultural d'Interès Local.
Tal com una placa recorda a la façana, hi va viure el pintor Carles Amill i Ferrari.

## Descripció
Casa entre mitgeres de planta baixa, dos pisos i terrat. A la planta baixa s'obre una gran porta d'arc de mig punt adovellada. Al primer pis hi ha dos finestres rectangulars que es repeteixen al segon pis. La façana està coronada per una barana d'obra amb forma de reixa.